# 韮崎中央公園陸上競技場
韮崎中央公園陸上競技場（にらさきちゅうおうこうえん・りくじょうきょうぎじょう）は、山梨県韮崎市の韮崎中央公園内にある陸上競技場。施設は韮崎市が所有・運営管理にあたっている。

## 概要
1985年に開場し、同年の全国社会人サッカー選手権大会および1986年の第41回国民体育大会（かいじ国体）のサッカー競技、2014年のインターハイサッカー競技、2008年の第88回天皇杯全日本サッカー選手権大会の1回戦の会場として使用されたほか、現在は山梨県社会人リーグ・韮崎アストロスのホームスタジアムとして使用されている。また、1999年にはJリーグ・ヴァンフォーレ甲府が、Jリーグに参入した初戦を当競技場で行った。これは本来のホームスタジアムである山梨県小瀬スポーツ公園陸上競技場が使用できなかったため。しかし、当競技場は観衆の収容人数や夜間照明設備が設置されていない等の問題から、ヴァンフォーレ甲府の主催試合が行われたのは1999年と2000年のみである。現在も韮崎中央公園芝生広場と共にヴァンフォーレ甲府の練習場の1つとして使用されている。
その他、全国高等学校総合体育大会サッカー競技大会山梨県予選および全国高等学校サッカー選手権大会山梨県大会の会場としても使用されているなど、サッカーの街と呼ばれる韮崎らしくサッカー競技場として使用されることが多い。一方で第5種公認であることから陸上競技での使用は学校内競技会やクラブ対抗競技会などに限られていたが、現在は公認廃止となっている。

## 施設概要

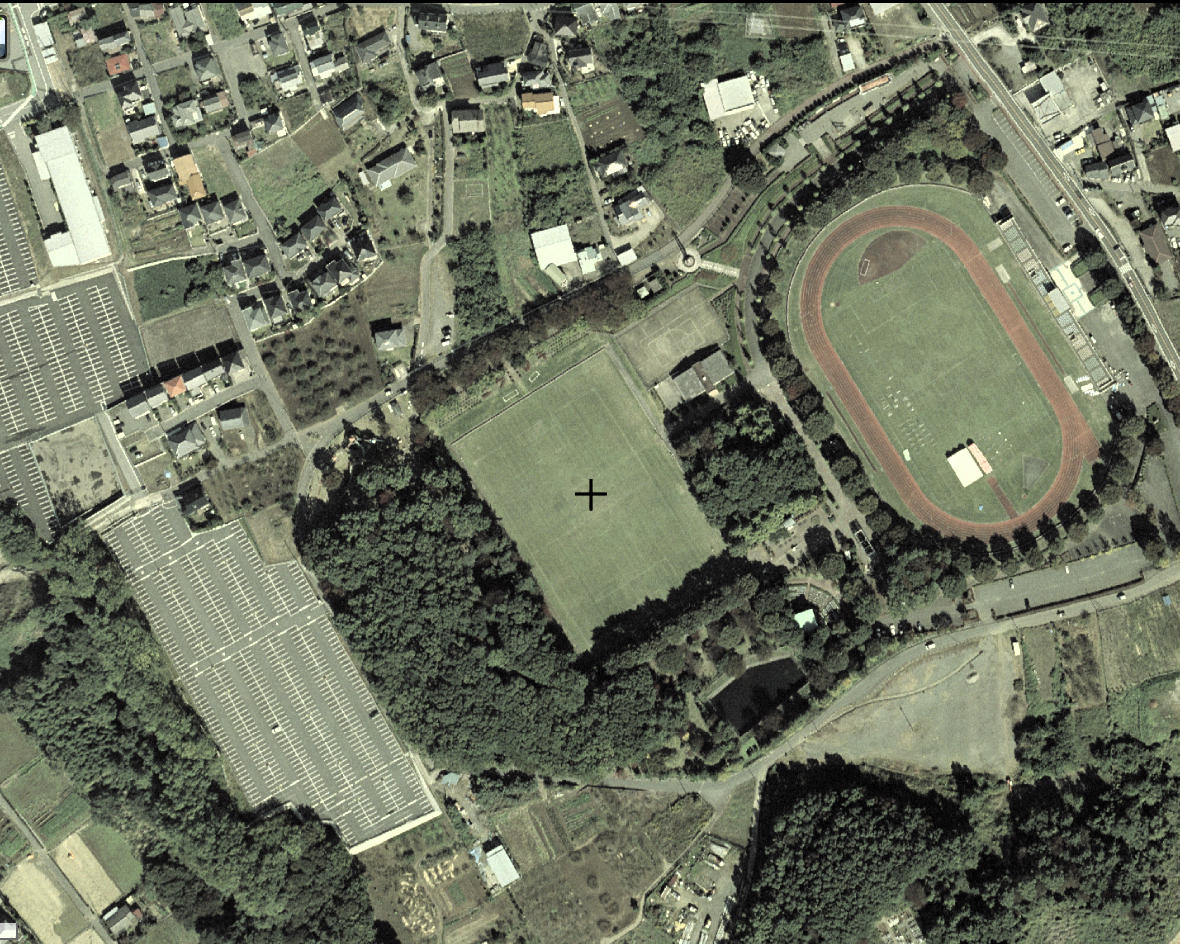
韮崎中央公園

- 全天候型トラック
- フィールド
- 収容観客数:4,000人
  - メインスタンド（固定席）:1,000人
  - 芝生スタンド:3,000人
- 夜間照明施設:なし